# Sonorama 2019

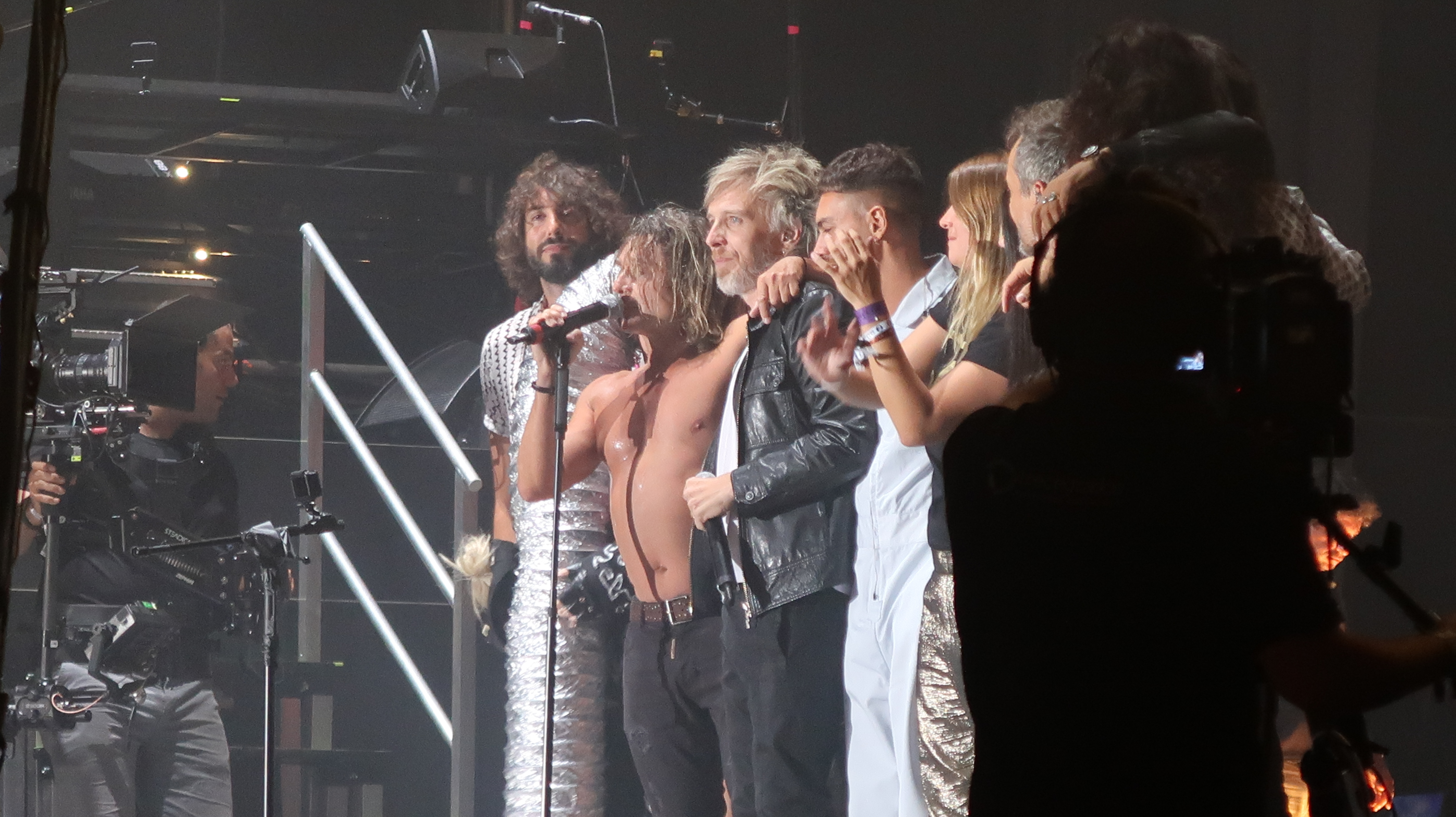
Nacho Cano en su vuelta a los escenarios tras 22 años, acompañado de Alberto Jiménez, Rafa Sánchez, Gabriel de la Rosa de Shinova, Javiera Mena, Zahara, Tomatito, Shuarma, Santi Balmes, Mikel Izal, Rulo, Paco Clavel,... tras su concierto en el Sonorama 2019.

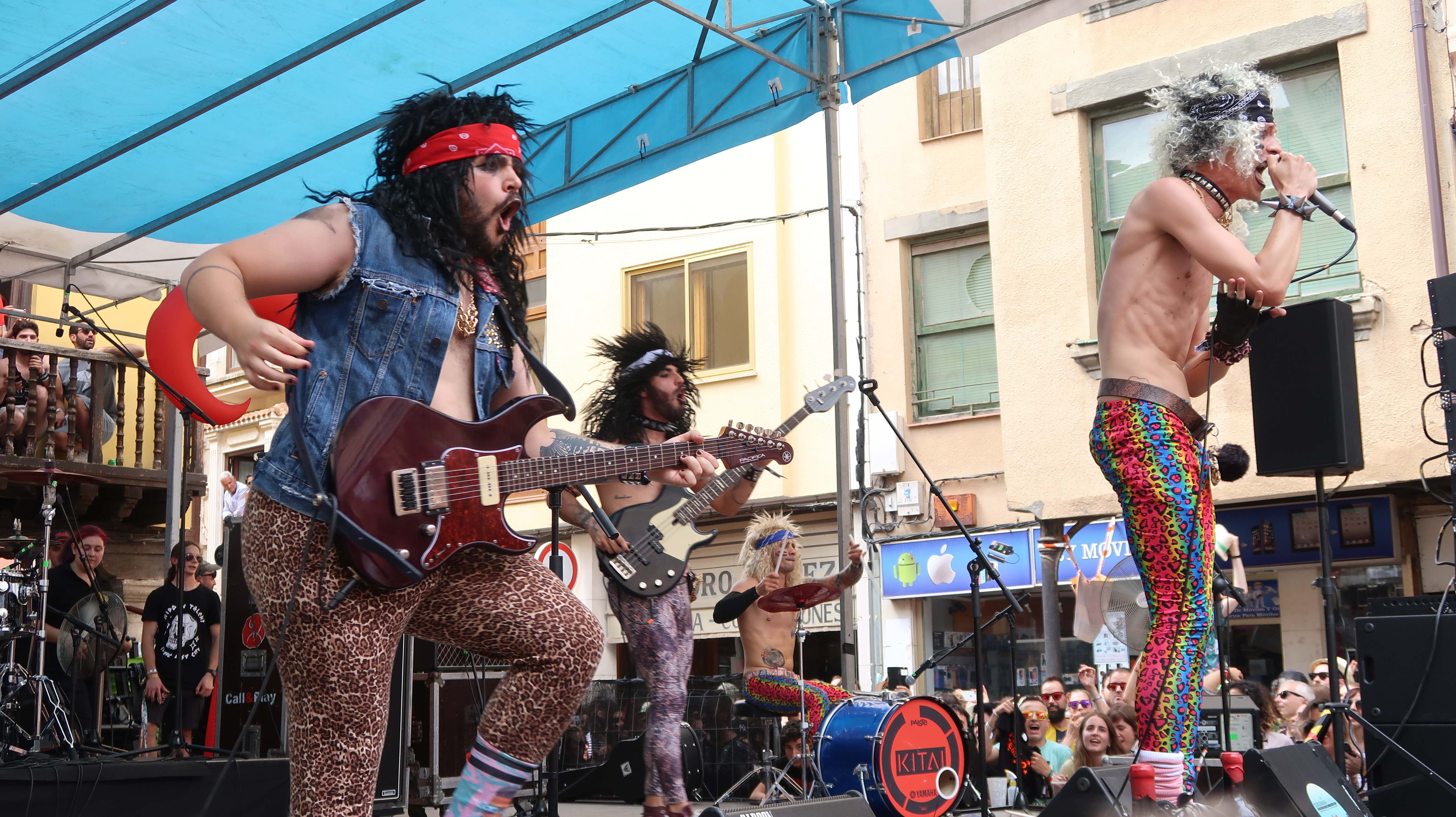
Concierto sorpresa de Kitai en la Plaza del Trigo en Sonorama 2019.

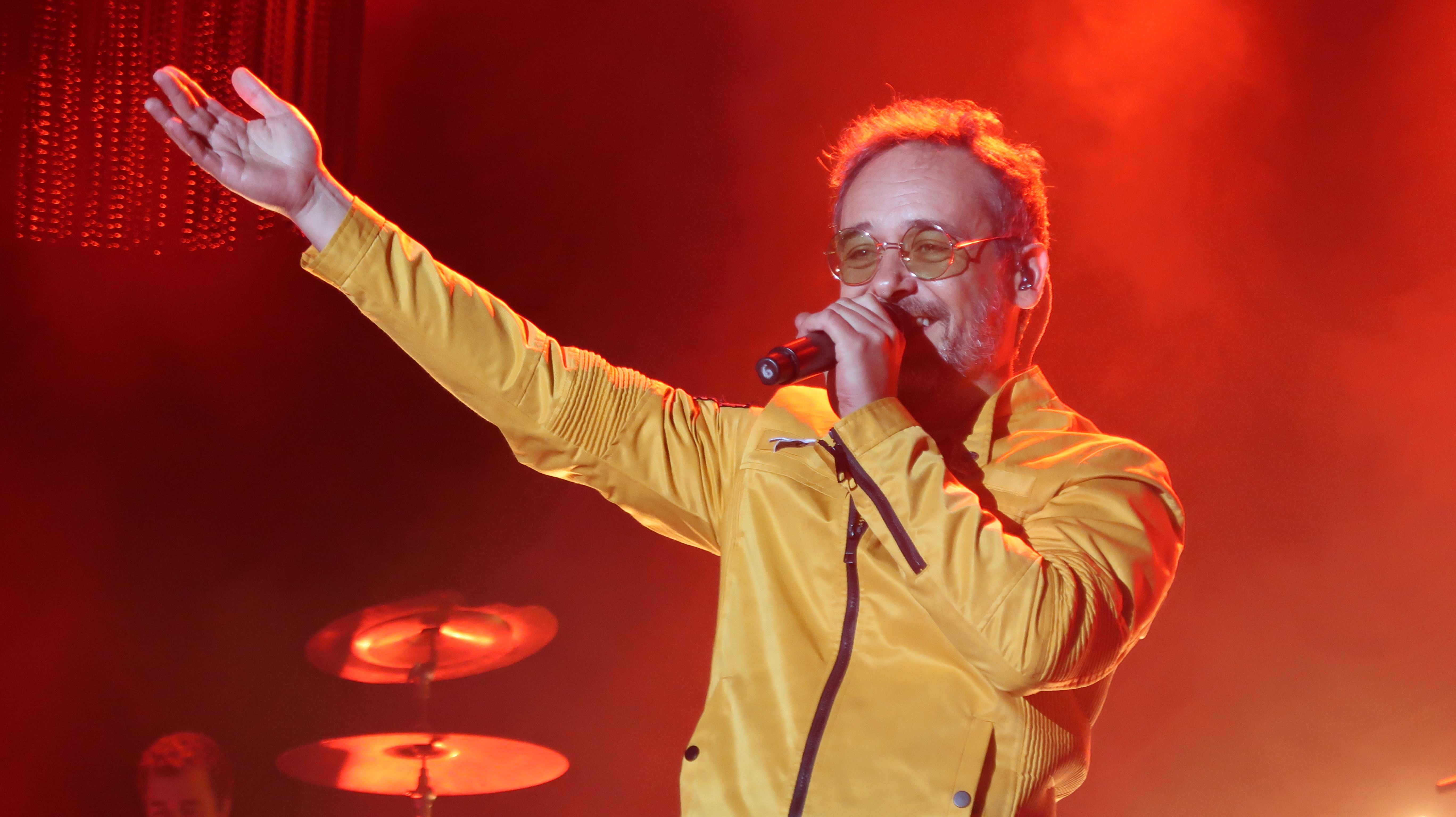
Santi Balmes, cantante de Love of Lesbian durante su concierto en Sonorama 2019.

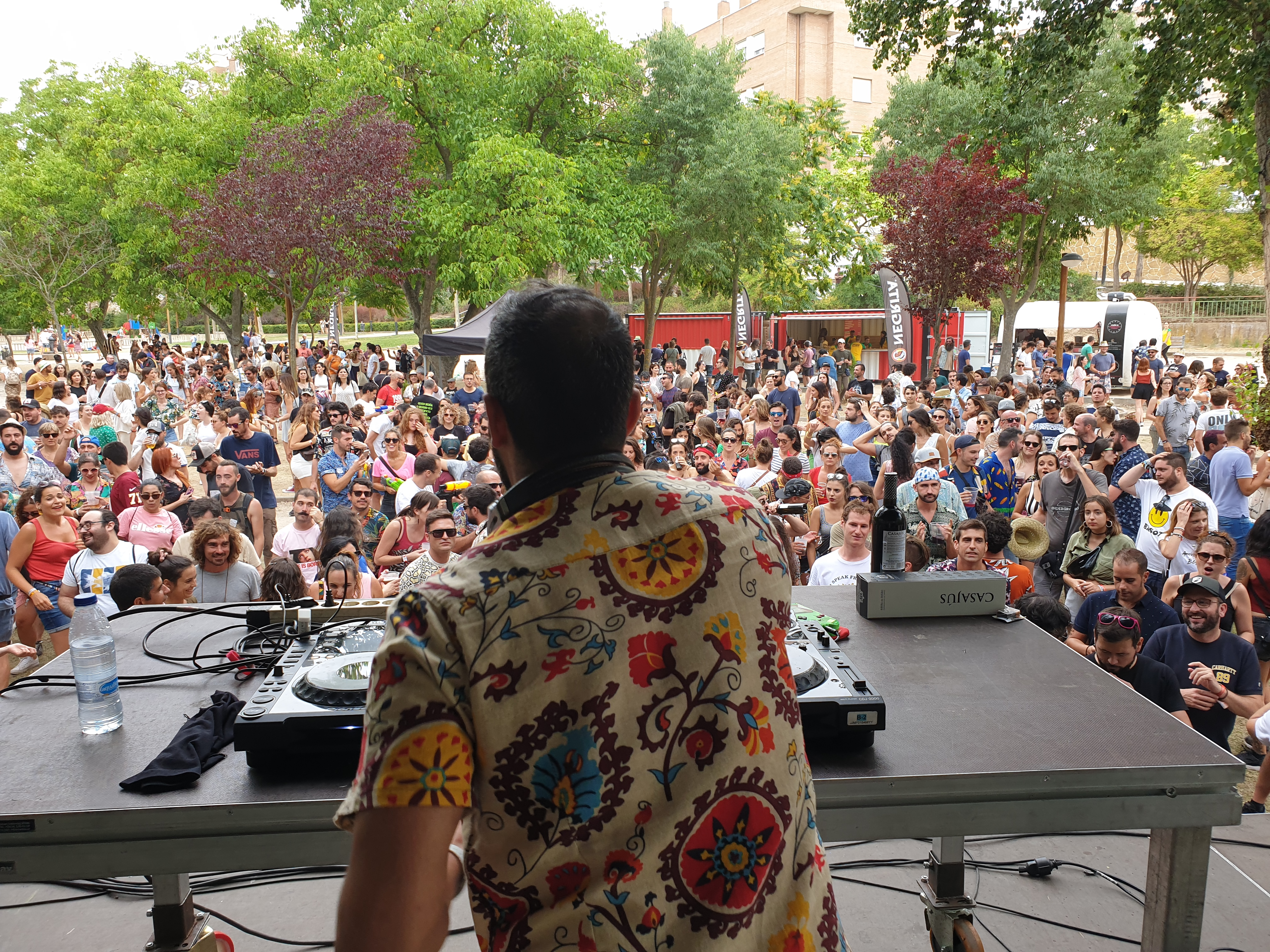
El dj guatemalteco Meneo durante su sesión en el Escenario Charco en Sonorama 2019.

Sonorama 2019, o Sonorama Ribera 2019, fue la XXIIª edición del Festival Sonorama, llevada a cabo en la ciudad de Aranda de Duero (Provincia de Burgos, España), a mediados de agosto de 2019, y organizada por la Asociación Cultural, y sin ánimo de lucro, "Art de Troya". En la XXIIª edición del festival hubo una asistencia de 110.000 personas en 120 actuaciones, durante los 5 días de duración. Además el festival se transladó por primera vez al nuevo recinto, de 60.000 metros cuadrados, conocido como El Picón.
- Lugar: Recinto ferial, El Picón y Centro histórico.
- Fecha: 7 - 11 de agosto de 2019
- Características: Se celebró el XXIIº aniversario del Festival. El festival se trasladó por primera vez al nuevo recinto en "El Picón". Se celebraron 120 conciertos en 17 escenarios, con una asistencia total de 110.000 personas.[1]

Cartel Internacional:
- Crystal Fighters (Inglaterra)
- Tequila (Argentina)
- Deacon Blue (Escocia)
- The Vaccines (Inglaterra)
- Holly Miranda (Estados Unidos)

Cartel Nacional :
- Nacho Cano protagonizó su vuelta a los escenarios tras 22 años, y contó con las colaboraciones de: Alberto Jiménez de Miss Caffeina con el que cantó Héroes de la Antártida y El 7 de septiembre, Rafa Sánchez de La Unión con el que cantó Sildavia y Lobo-hombre en París, Gabriel de la Rosa de Shinova interpretó Barco a Venus, Javiera Mena con No controles, Maryan de Kuve con Aire, Zahara con Un año más, Tomatito con Por la cara, Shuarma de Elefantes & Javiera Mena con  Mujer contra mujer, Santi Balmes de Love of Lesbian con La fuerza del destino, Mikel Izal con Hoy no me puedo levantar, Rulo con Me colé en una fiesta, Paco Clavel & Rocío de Las Chillers con Maquillaje y finalmente con Shuarma interpretó Vivimos siempre juntos.[5][6]
- Love of Lesbian, junto a ellos cantó, de sorpresa, el tema Universos Infinitos, el rapero Arkano.[7]
- Miss Caffeina
- Kitai
- Orquesta Mondragón
- La Sonrisa de Julia
- Zahara
- Fuel Fandango
- Taburete
- Fangoria
- Australian Blonde
- Despistaos
- La Excepción
- Second
- Carlos Sadness
- Depedro
- Shinova
- Tote King
- Grises
- Carolina Durante
- Berri Txarrak
- Dinero
- Morgan
- Varry Brava
- Chimo Bayo

Escenario Charco (artistas iberoamericanos):
- Javiera Mena (Chile)
- Meneo (Guatemala)
- Vanessa Zamora (México)
- Los Caligaris (Argentina)
- Doctor Krápula (Colombia)
- Boogarins (Brasil)
- Kill Aniston (México)
- Kumbia Queers (Argentina)
- La Gusana Ciega (México)

Escenario Humor:
- Pablo Carbonell
- Alex O'Dogherty + Bizarreria
- Aníbal DjSet
- Rancius DjSet
- Grison Beatbox + Jaime Caravaca
- Venga Monjas Live Experience
- Martica de Graná
- Luis Álvaro
- Nacho García
- Eva Soriano
- Danny Boy